# Yaruquíeremit
Yaruquíeremit (Phaethornis yaruqui) är en fågel i familjen kolibrier.

## Utbredning och status
Fågeln förekommer i tropiska delar av Colombia och västra Ecuador. Den behandlas som monotypisk, det vill säga att den inte delas in i några underarter.

## Status och hot
Arten har ett stort utbredningsområde, men tros minska i antal, dock inte tillräckligt kraftigt för att den ska betraktas som hotad. Internationella naturvårdsunionen IUCN listar arten som livskraftig (LC). Beståndet uppskattas till i storleksordningen 50 000 till en halv miljon vuxna individer.

## Namn
Yaruquí är en ort i provinsen Pichincha i norra Ecuador.